# Два трактата за управлението
„Два трактата за управление на държава“ е дело на политическа философия, публикувано анонимно през 1689 г. от Джон Лок. „Първият Трактат“ опровергава произведението на Робърт Филмър „Патриаршия“ изречение по изречение, докато „Вторият трактат“ очертава теорията на политическо или гражданско общество, базирано на естествени права и договорната теория.

## История на публикуването
„Два трактата за управление на държавата“ е публикувано за първи път, анонимно, през декември 1689 г. Лок е недоволен от това издание. Той се оплаква на издателя за многобройните грешки, допуснати в произведението. До края на живота си той настоява за повторно публикуване на „Два трактата“ във форма, която по-добре отразява вижданията му. Питър Ласлет, един от учениците на Лок, твърди, че издателството трябва да се придържат до по-висок „стандарт на съвършенство“, отколкото технологията на времето позволява това. Във всеки случай, първото издание е наистина пълно с грешки. Второто издание е още по-зле, отпечатано на евтина хартия и продавано на бедните. Третото издание е много по-добро, но Лок все още не е доволен. На ръка той прави корекции в третото издание, но умира преди то да бъде публикувано.
„Два трактата“ започва с предговор, представящ целите на Лок, но също споменава, че повече от половината му чернова, обхващаща пространството между Първия и Втория трактат, е безвъзвратно изгубена.
През 1691 г. „Два трактата“ е преведено на френски от Дейвид Мазел (Френски хугенот, живеещ в Холандия). Този превод не включва предговора на Лок, целия Първи трактат и първата част от Втория трактат.

## Главни идеи
Произведението „Два Трактата“ е разделено на „Първи трактат“ и „Втори трактат“. Оригиналното заглавие на „Втория трактат“ е „Книга II“, кореспондиращ с първия — „Книга I“. Преди публикуването обаче Лок включва още една заглавна страница: „Есе за истинския произход, разпространението и края на гражданското управление“. „Първия трактат“ е насочен към отхвърляне възгледите на Робърт Филмер, изложени в „Патриаршия“, в която се твърди, че гражданското общество е основано на теократичния модел. Изхождайки от аргументите на Филмър, Лок оспорва неговите доказателства, основаващи се на Библията, и ги намира за безсмислени, стигайки до заключението, че нито едно правителство не може да бъде основано според божественото право на кралете.
„Втория трактат“ очертава теория на гражданското общество. Джон Лок започва с описание на природното състояние, което е далеч по-стабилно от състоянието на „Война всеки срещу всеки“ на Томас Хобс и казва, че хората са създадени равни по начало. Лок заявява, че голяма част от хората не могат продължително време да останат в естествено състояние без да се обединят в политическа общност. Следователно всяко правителство, което управлява без съгласието на хората, може да бъде свалено.